# 미치 화이트
미첼 해리슨 화이트(Mitchell Harrison White, 1994년 12월 28일 ~ )는 미국의 야구 선수이자, 현 KBO 리그 SSG 랜더스의 투수이다.

## 미국 프로야구 시절
2016년에 로스앤젤레스 다저스에 입단하였다.
잘 못던져서 KBO행 확정